# LGM-118 Peacekeeper
Die LGM-118 Peacekeeper (englisch für Friedenswächter), auch bekannt unter der Entwicklungsbezeichnung MX Missile oder kurz nur MX, war eine landgestützte Interkontinentalrakete der US-Streitkräfte mit thermonuklearen Sprengköpfen. Von Dezember 1986 bis September 2005 wurde sie vom Weltraumkommando der US-Luftwaffe (USAF) betrieben.

## Entwicklung und Einführung

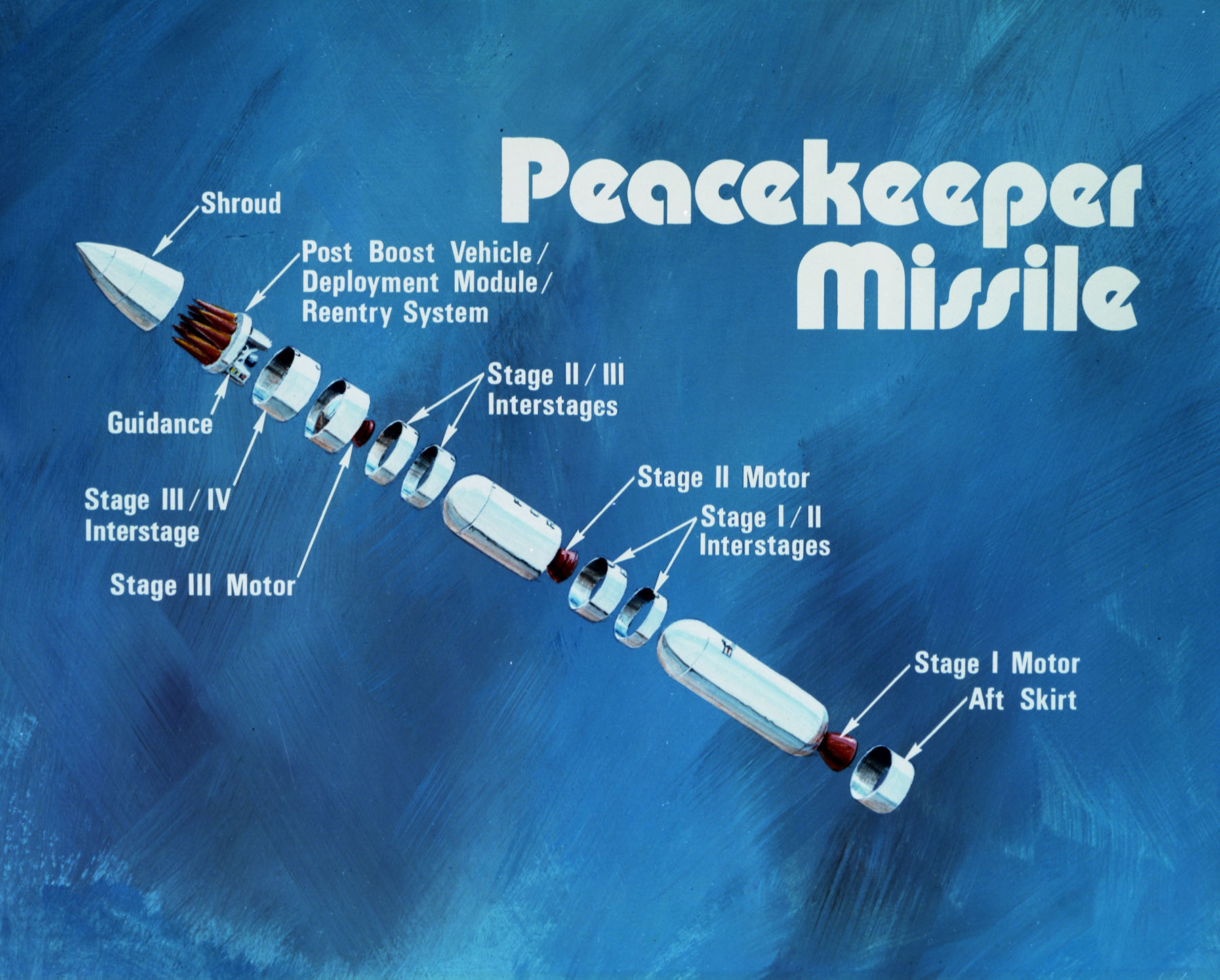
Die Hauptbaugruppen der Peacekeeper-Rakete

Die USA sahen die eigenen silobasierten Minuteman durch zunehmend zielgenaue und MIRV-tragende sowjetische Interkontinentalraketen wie die R-36M bedroht – der Gefahr eines Erstschlags ausgesetzt – und sich deshalb zu einer Reaktion veranlasst. Die Entwicklung der Rakete begann 1972 unter der Bezeichnung MX (Missile eXperimental). Zwischen 1976 und 1983 wurde die Einführung des Systems durch den Kongress der Vereinigten Staaten verzögert, der gegen den Bau neuer Raketensilos votierte. So lehnte auch das Repräsentantenhaus am 8. Dezember 1982 mit 245 gegen 176 Stimmen die Bereitstellung von 998 Millionen US-Dollar für den Bau von fünf LGM-118 Peacekeeper ab. Weitere Planungen sahen den Bau von rund 100 LGM-118 Peacekeeper mit je 10 MIRV vor.
Im Frühjahr 1983 wurde eine Kompromisslösung erzielt, nach der die durch die Ausmusterung älterer Minuteman-Raketen freiwerdenden Silos für die neuen Raketen verwendet wurden. Am 17. Juni 1983 fand der erste Teststart einer Peacekeeper von der Vandenberg Air Force Base in Kalifornien statt. Die ersten zehn einsatzfähigen Raketen wurden im Dezember 1986 auf der Francis E. Warren Air Force Base, in Wyoming, in Dienst gestellt. 1985 beschnitt der Kongress das Programm auf vorerst 50 Raketen, bis eine Möglichkeit zur Steigerung der Überlebensfähigkeit der stationierten Raketen im Angriffsfall gefunden wurde. Bis zum 30. Dezember 1988 waren dann 50 Raketen einsatzbereit. In der Folge der Reduzierungen bei der Beschaffung wurden Pläne ausgearbeitet, die eine Stationierung von jeweils zwei Raketen auf insgesamt 25 Eisenbahnzügen (dem Peacekeeper Rail Garrison) unter Verwendung des nationalen Eisenbahnnetzes vorsahen. Dieses Projekt wurde aber 1992 endgültig verworfen. Insgesamt wurden während des 20 Milliarden US-Dollar teuren Programms 114 Raketen produziert.

## Technik

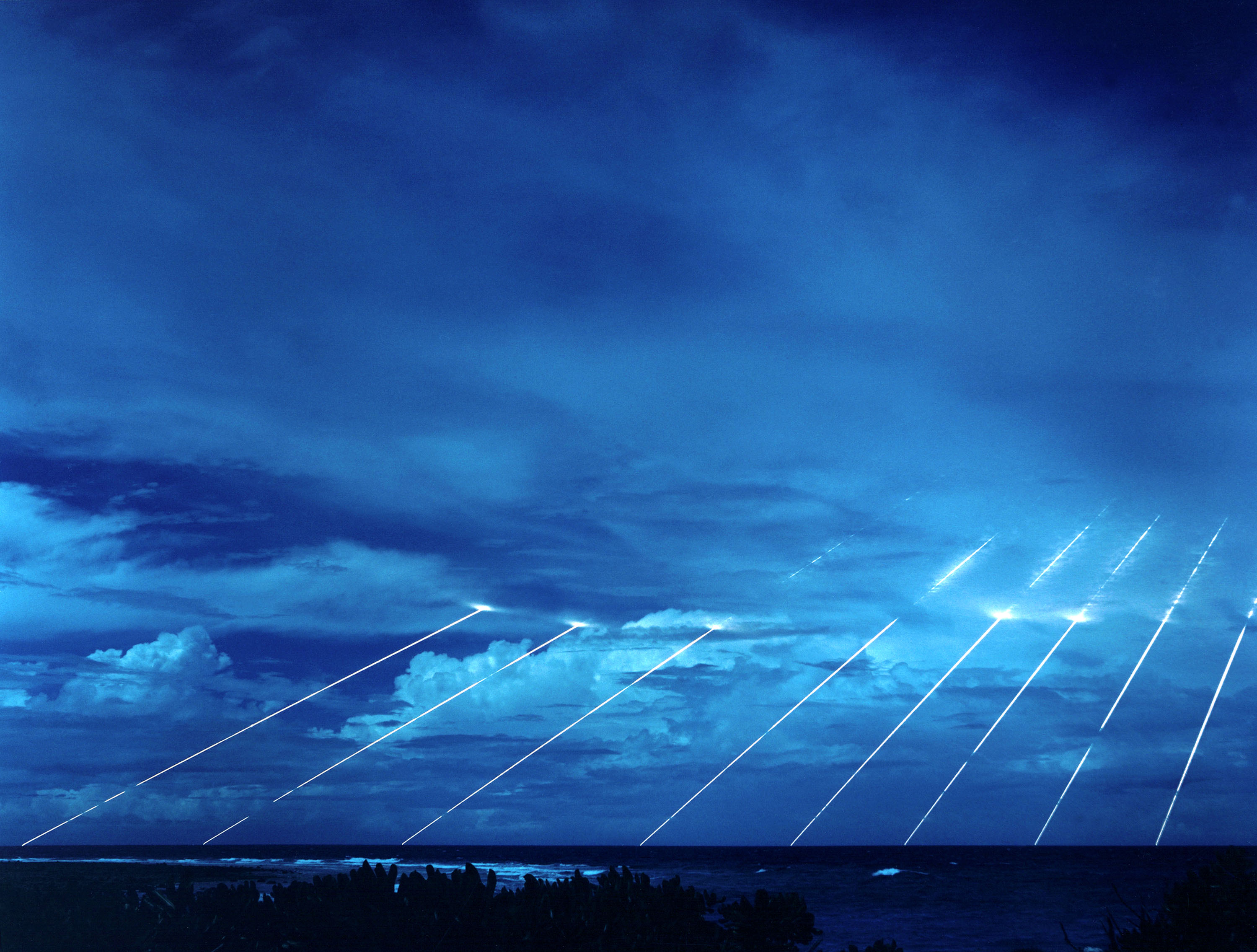
LGM-118A Peacekeeper MIRVs während eines Tests auf dem Kwajalein Atoll der Marshallinseln

Die Peacekeeper war eine vierstufige Interkontinentalrakete. Die Stufen bestanden aus drei Hauptantriebstufen mit Feststoff-Raketentriebwerken. Die vierte Antriebsstufe für Wiedereintrittskörperträger (englisch Post Boost Vehicle) verfügte über ein Flüssigkeitsraketentriebwerk. Die Antriebsstufen waren übereinander angebracht und zündeten der Reihe nach. Die Hauptantriebstufen besaßen schwenkbare Düsen zur Steuerung. Die Hülle der Rakete bestand aus Komposit-Werkstoffen (u. a. kevlarverstärktem Epoxidharz). Die Rakete war in ihrem Raketensilo in einer Schutzhülle gelagert, welche die Rakete vor negativen Umwelteinflüssen, Beschädigung und radioaktivem Niederschlag (siehe auch Zweitschlagskapazität) schützen sollte. Im Gegensatz zur Minuteman-Rakete wurde die Peacekeeper kalt gestartet. Mittels Gasdruck wurde sie aus dem Silo auf eine Höhe von ca. 100 Meter ausgestoßen. Erst dann zündete die erste Raketenstufe. Dieses Verfahren erlaubte es, die Peacekeeper-Rakete aus Silos, welche ursprünglich für die drei Meter kleineren Minuteman-III-Raketen gebaut wurden, zu starten. Die Steuerung der Peacekeeper erfolgte mittels verschiedener unabhängig arbeitender Trägheitsnavigationsplattformen. Nach dem Ausbrennen der drei ersten Antriebsstufen hatte die Rakete eine Flughöhe von rund 212 km sowie eine Geschwindigkeit von rund 24.140 km/h erreicht. Die vierte Stufe stieg weiter auf eine Höhe von rund 1.100 km. Dort wurde die Raketenspitze durch einen kleinen Raketenmotor in der Spitze wegtransportiert und der Wiedereintrittskörperträger wurde freigelegt. Jetzt konnte dieser die letzten Positionsänderungen vornehmen. Die zehn Avco MK 21-MIRV-Wiedereintrittskörper waren mit Sprengbolzen am Wiedereintrittskörperträger befestigt und wurden durch eine kleine Ladung komprimierten Gases von diesem gestartet. Die Wiedereintrittskörper wurden in einer Sequenz, bei der der Träger zwischendurch jeweils Kurskorrekturen durchführte, auf ihre individuellen ballistischen Flugbahnen entlassen. Die Avco MK 21-Wiedereintrittskörper waren mit einem thermonuklearen W87-Sprengkopf bestückt. Dieser hatte eine Sprengkraft von 300 kt und konnte in der Luft oder bei Bodenkontakt gezündet werden. Die Wiedereintrittskörper erreichten eine Präzision (CEP) von 90–100 m (je nach Schussdistanz). Die Peacekeeper hatten die höchste Treffergenauigkeit aller landbasierten US-amerikanischen Interkontinentalraketen.

## Abrüstung
Im Rahmen des START-II-Vertrags (Strategic Arms Reduction Treaty) begann die USAF im Oktober 2002 mit der Reduzierung der Peacekeeper-Raketen. Am 19. September 2005 schied mit der Deaktivierung des letzten verbliebenen Exemplars die Peacekeeper aus dem aktiven Dienst aus. Die Antriebsstufen sollen für Satellitenstarts (siehe Minotaur IV Rakete) oder für Zielübungen von Raketenabwehrwaffen weiterverwendet werden.